# Алтыкарасу
Алтыкарасу (каз. Алтықарасу) — село в Темирском районе Актюбинской области Казахстана. Административный центр Алтыкарасуского сельского округа. Код КАТО — 155633100.

## Население
В 1989 году население села составляло 1739 человек. Национальный состав: казахи. В 1999 году население села составляло 1491 человек (749 мужчин и 742 женщины). По данным переписи 2009 года, в селе проживало 879 человек (459 мужчин и 420 женщин). По данным переписи 2021 года, в селе проживало 642 человек (333 мужчин и 309 женщин).
| Численность населения | Численность населения | Численность населения | Численность населения |
| 1989                  | 1999                  | 2009                  | 2021                  |
| --------------------- | --------------------- | --------------------- | --------------------- |
| 1739                  | ↘1491                 | ↘879                  | ↘642                  |